# Château de Tuméjus
Le château de Tuméjus est une maison forte édifiée au début du XVe siècle, par Ferry Ier de Ligniville, seigneur de Ligniville, de Tantonville, et d'autres lieux, et son épouse la comtesse de Graux, dame de Tuméjus et de Bulligny, à 500 mètres au nord du village de Bulligny, sur l'écart de Tuméjus (« tombé jusqu'à terre », en idiome lorrain). Le domaine est partiellement inscrit au titre des monuments historiques, depuis le 13 février 1997.

## Description générale

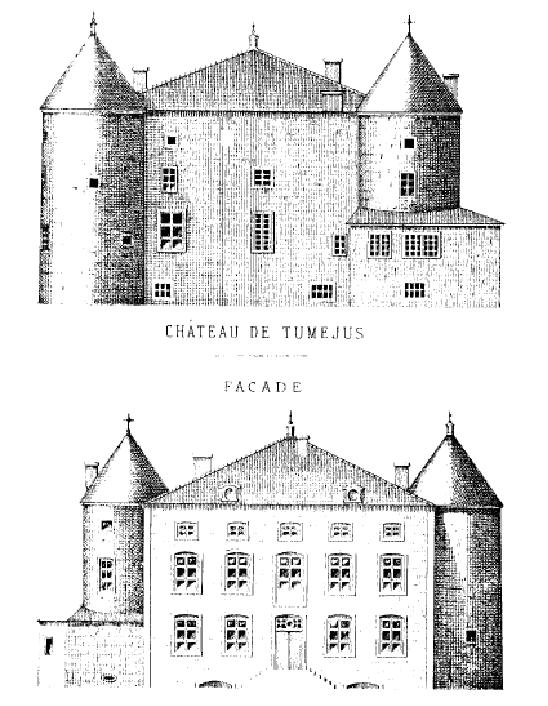
Croquis du château de Tuméjus, par E-D. Olry, in Notice sur le château de Tuméjus et sur la Blaissière, ban de Bulligny, imprimerie Crépin-Leblond, Nancy, 1874.

### Maison forte
Jusqu'au XVIIe siècle, la maison forte se présente comme un grand donjon carré de 16,25 m de côté, flanqué de quatre tours rondes de 8 m de diamètre, représentant une surface au sol totale de 465 m2. Le tout bâti sur une parcelle de 6 000 m2, et cernés de douves emplit de l'eau du ruisseau Poisson.
L'entrée du château, surmontée de mâchicoulis, est protégée par un pont-levis, et permet d'accéder aux barbacanes.
Les caves sont formées de deux voûtes parallèles en plein-cintre, communiquant entre elles et avec les fosses ménagés à la base des tourelles, où un cachot est aménagé. Elles prennent jour sur les douves du château par des embrasures.
La tour Nord-Est est percée de trois canonnières de 66 à 82 cm de haut pour 5 à 10 cm de large, avec un orifice à la base d'une quinzaine de centimètres de diamètre. Elle renferme une chapelle vouée à saint Nicolas, et comporte également deux ouvertures de tir, de forme ovale de 33x58 cm.

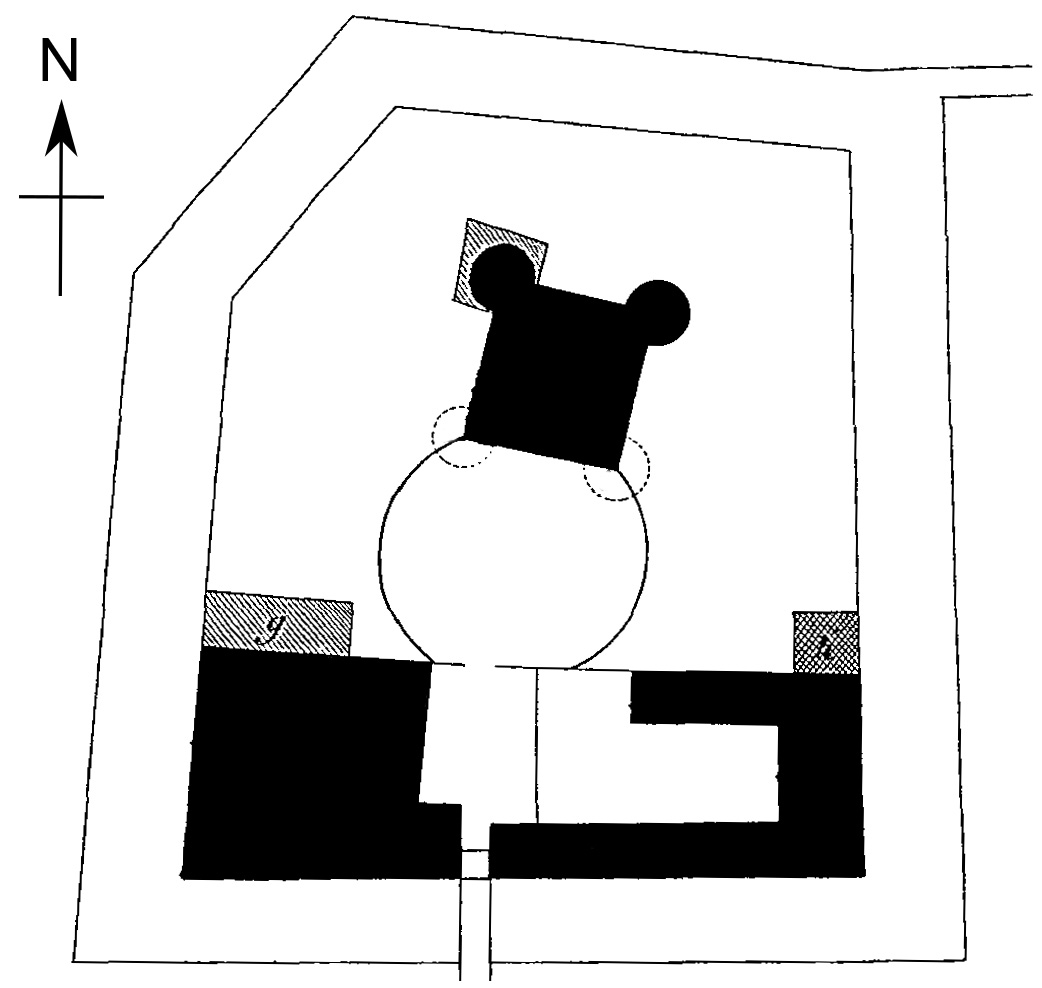
Plan du château de Tuméjus.

Le donjon est quant à lui percé de fenêtres à meneaux et vitraux losangés.

### Dépendances
Les dépendances du domaine de Tuméjus, sont essentiellement construites dans le pourpris de la maison forte, et comprennent entre autres :
- La ferme, antérieure au château, située à l'entrée.
- Les écuries et la basse-cour.
- Le colombier, tour ronde élevée sur 8 piliers en pierres de taille, dans la partie Est de la cour.
- Le moulin à eau, bâti en 1574, sur le ruisseau du Rupt du Frèsne, à quelques mètres au Nord-Est de l'enceinte[5].

### Remaniements
Néanmoins, d'importants remaniements effectués à partir de 1604, modifient l'aspect de la bâtisse :
- En 1636, la chapelle Saint-Nicolas disparaît[2], déplaçant la desserte dans l'église de Bulligny.
- En 1699, la ferme et une tour sont réparées, les murailles et la toiture du château sont rehaussées, et les terres, prés et jardins voisins sont défrichés[4].
- Dans la deuxième moitié du XVIIIe siècle, la chapelle castrale, la toiture et le moulin à eau sont refaits, les deux tours sud et les vitraux du donjon sont supprimés, le donjon et l'entrée sont remaniés, donnant au château son aspect actuel[5].
- Au milieu du XIXe siècle, une orangerie et un rucher sont créés et le parc du domaine est créé et planté. En 2001, replantation de diverses essences d'arbres après la tempête de 2000.

## Propriétaires
- Ferry Ier de Ligniville, seigneur de Ligniville, Tantonville, Tuméjus et d'autres lie, est à l'origine de la construction de la maison forte vers 1432[2].
- Gérard de Ligniville, fils du précédent, bailli de Vôge, en 1473, gouverneur du duc de Lorraine et chevalier de l'ordre du Croissant.
- Ferry II de Ligniville, seigneur de Tantonville, de Tuméjus et neveu du précédent[4],[6].
- Didier de Ligniville († en 1557), seigneur de Tuméjus et fils du précédent, vend la moitié de la maison forte et de la seigneurie au chapitre cathédral de Toul, en 1527[7].

- Jacques de Ligniville († en 1571), seigneur de Tuméjus, de Saulxures, d'Housselmont, baron de Vannes, chevalier de l'ordre de Saint-Michel et neveu du précédent. Il fait des réparations, rachète les dîmes jusqu'alors versées à l'abbaye Notre-Dame de Mureau, fait des échanges et des acquisitions, et finit par dépouiller le chapitre de Toul de presque tous ses droits sur la seigneurie.
- Christophe de Ligniville († en 1578), seigneur de Tuméjus, baron de Vannes, bailli de Vôge, conseiller d'État, chambellan du duc de Lorraine, capitaine général de son artillerie, panetier de France, chevalier de l'ordre de Saint-Michel, gentilhomme ordinaire de sa chambre, et fils du précédent.
- Gaspard de Ligniville, comte du Saint-Empire, de Tuméjus, de Vittel, de Vaudémont, seigneur de They-sous-Montfort, premier gentilhomme de la chambre de François de Lorraine, conseiller d'État, sénéchal du duché de Bar, gouverneur de Bitche, et son frère Philippe-Emmanuel, conseiller d'État, grand-prévôt de Remiremont et de Saint-George de Nancy, abbé de Lachalade, prieur et seigneur d'Assonval, pressenti Évêque de Toul et abbé de Belchamp. Ils héritent tous deux de la maison forte, de la seigneurie de Tuméjus, et du quart de celle de Bulligny, en 1608. Philippe-Emmanuel vend sa part à Claude Jacquot 1747.
- Philippe Emmanuel de Ligniville, comte du Saint-Empire, de Tuméjus, lieutenant de Maréchal-de-camp, lieutenant-général des Armées de l'Empereur, général de l'Artillerie de Lorraine, généralissime des Armées de Charles IV duc de Lorraine. Il est le fils de Gaspard et le neveu du grand-prévôt Philippe Emmanuel. Il hérite la moitié de la seigneurie et du château de son père, ainsi que d'un huitième de la seigneurie de Bulligny. Il cohabite avec Claude Jacquot, contrôleur des monnaies de Lorraine, à qui le grand-prévôt a vendu l'autre moitié de la seigneurie et du château, et l'autre huitième de la seigneurie de Bulligny, en 1747.
- Henri Gaspard de Ligniville, comte du Saint-Empire, de Tuméjus, seigneur d'Houécourt, de Lironcourt, et fils du précédent. Il cohabite avec les enfants de Claude Jacquot, Gaspard et Jeanne.
- Christophe Arnould de Ligniville, comte du Saint-Empire, de Tuméjus, seigneur de Gironcourt, chambellan de Léopold Ier, duc de Lorraine, électeur de Bavière, et fils du précédent[6]. Il est coseigneur avec Jeanne Jacquot, puis les cousins et héritiers de celle-ci, Claude Marcel et Louise de Rutant.
- Pierre-Louis de Ligniville, coseigneur de Tuméjus et seigneur de La Blaissière. Il vend la première terre, en 1744, à Pierre de Rutant, seigneur de Saulxures et d'autres lieux, capitaine au régiment des gardes du duc de Lorraine qui, ayant hérité la part de sa grand-mère Louise, se retrouve, en 1751, l'unique propriétaire de la seigneurie de Tuméjus ainsi que du quart de Bulligny, et réalise d'importants travaux.

Peu après, il cède La Blaissière au comte de Gourcy, en dot pour sa nièce Marie-Thérèse de Ligniville.
- Augustin-Pierre et Pierre-Louis de Rutant, fils du précédent.
- Jean-Claude Pierron, seigneur de Bouzanville, rachète la seigneurie de Tuméjus et le quart de Bulligny en 1769, à Pierre-Louis, et poursuit les travaux donnant son aspect actuel à la maison forte, qu'il transmet à son fils.
- Louis-Victor Pierron, dernier seigneur de Bouzanville, de Tuméjus et de Bulligny jusqu'à la Révolution.
- Julie Pierron, sœur du précédent, épouse Nicolas-Joseph Le Febvre (1752-1814), avocat au Parlement de Nancy.
- Nicolas-Léopold Le Febvre de Tuméjus, fils des précédents, maire de Bulligny en 1802.
- Marie-Léopoldine Le Febvre de Tuméjus (1834-1912), et son époux Louis-Ernest de La Chevardière de La Grandville (1829-1865)[4].
- Famille de La Chevardière de La Grandville.
- Famille Jambois : Madame veuve Louis Jambois achète le domaine en 1895. Son fils Henri Jambois, artiste, restaure le château et les dépendances. Il crée un jardin à la française. Sa fille Ivane Jambois, épouse Bonjean, lui succède puis ses filles.
- Famille Bonjean, propriétaires actuels.